# Johann Christoph Funck
Johann Christoph Funck (* 1759; † 9. September 1839 in Sankt Johannis bei Bayreuth) war ein deutscher Brauereibesitzer und Politiker.

## Leben
Johann Christoph Funck war ein Brauereibesitzer in St. Johannis, das heute ein Stadtteil von Bayreuth ist.
Zu seiner Herkunft und beruflichen Ausbildung liegen keine Erkenntnisse vor; er hatte einen gleichnamigen Sohn und war Landschaftskommissar.
Er gehörte dem 1. und 2. Landtag in der 1. Wahlperiode von 1819 bis 1825 an und vertrat in der Kammer der Abgeordneten im Bayerischen Parlament den Stimmkreis Obermainkreis. Aus gesundheitlichen Gründen wurde er am 22. Februar 1822 aus der Kammer entlassen; sein Nachfolger wurde Johann Wilhelm Haas, der jedoch bereits am 30. März 1822 aus der Kammer entlassen wurde, weil er weniger Grundbesitz hatte, als zur passiven Wahlfähigkeit notwendig war.